# Рорі Делап
Рорі Делап (англ. Rory Delap, нар. 6 липня 1976, Саттон-Колдфілд) — англійський та ірландський футболіст, що грав на позиції півзахисника, зокрема, за клуби «Дербі Каунті», «Саутгемптон» та «Сток Сіті», а також національну збірну Ірландії.
Був відомий як майстер вкидання м'яча з-за бокової — у школьні роки досягнув значних успіхів у метанні списа і під час футбольної кар'єри використовував ці навички, що дозволяло вкидати м'яч на 30-40 метрів, нерідко доправляючи його до партнерів у безпосередній близькості до воріт суперника.
По завершенні ігрової кар'єри — тренер.

## Клубна кар'єра
У дорослому футболі дебютував 1993 року виступами за команду клубу «Карлайл Юнайтед» у третьому англійському дивізіоні. Регулярний ігровий час почав отримувати в сезоні 1995/96, який його команда вже проводила у другому дивізіоні.
У лютому 1998 року за 200 тисяч фунтів перейшов до «Дербі Каунті», у команді якого того ж року дебютував у Прем'єр-лізі. Швидко став основним півзахисником «Дербі», за три сезони провів у його складі понад 100 матчів першості.
Влітку 2001 року перейшов до «Саутгемптона», який сплатив рекордні на той час для клубу 4 мільйони фунтів. Ставши одним з гравців основного складу провів наступні чотири сезони у Прем'єр-лізі, проте в сезоні 2004/05 не зумів допомогти команді зберегти місце в еліті англійського футболу.
Відігравши першу половину сезону 2005/06 у Чемпіоншипі, повернувся на початку 2006 року до Прем'єр-ліги, перейшовши до «Сандерленда». Утім, провівши лише 6 матчів за нову команду, травмувався і не зміг їй допомогти поборотися за збереження місця у Прем'єр-лізі. Тож Наступний сезон команда також розпочинала у другому за силою англійському дивізіоні, проте й тут Делап майже не грав, відновлюючись від чергової травми.
У жовтні 2006 року новий головний тренер «Сандерленда» Рой Кін погодив оренду гравця, якого не бачив у складі своєї команди, до «Сток Сіті», що також змагався у Чемпіоншипі. Вже у другій своїй грі за «Сток» отримав важку травму — перелом ноги, що утім не завадило рішенню керівництва клубу укласти з Делапом повноцінний контракт. Повністю відновившись від травми перед початком сезону 2007/08, гравець сповна віддячив за довіру, зробивши значний внесок у здобуття путівки до Прем'єр-ліги. Протягом 2008–2012 років був основним півзахисником «Сток Сіті», який протягом цього періоду незмінно фінішував у середній частині турнірної таблиці Прем'єр-ліги, а 2011 року сягнув фіналу тогорічного Кубка Англії, де мінімально поступився «Манчестер Сіті».
Влітку 2012 року гравець подовжив контракт зі своїм поточним клубом на один рік, проте з початком сезоні 2012/13 виявилося, що до планів тренерського штабу «Сток Сіті» він вже не входить. Взявши участь у першій грі сезону, Делап опинився у глибокому запасі команди і не провів жодної гри до кінця січня 2013 року, коли його було відправлено в оренду до кінця сезону до «Барнслі». Відігравши за цю команду шість ігор у Чемпіоншипі, досвідчений гравець став вільним агентом.
У червні 2013 року футболіст, якому незадовго до того виповнилося 37 років, уклав однорічну угоду з клубом  «Бертон Альбіон» з Другої футбольної ліги, четвертого англійського дивізіону. Провівши за його команду сім матчів в усіх змаганнях, у грудні того ж року оголосив про завершення ігрової кар'єри.

## Виступи за збірні
Маючи ірландське коріння, народжений в Англії гравець протягом 1996–1998 років залучався до складу молодіжної збірної Ірландії. На молодіжному рівні зіграв у 6 офіційних матчах, забив 1 гол.
1998 року дебютував в офіційних матчах у складі національної збірної Ірландії. Протягом кар'єри у національній команді, яка тривала 7 років, провів у її формі 11 матчів. Був серед кандидатів на поїздку на чемпіонат світу 2002 року, проте до остаточної заявки ірландців на турнір не потрапив.

## Кар'єра тренера
Завершивши кар'єру гравця, перейшов на тренерську роботу. Працював з молодіжною командою «Дербі Каунті».
Згодом приєднався до тренерського штабу «Сток Сіті». У листопаді 2019 року протягом одного тижня виконував обов'язки головного тренера основної команди клубу.
| Дата       | Місто         | Господарі | Результат | Гості     | Турнір            | Голи | Примітки |
| ---------- | ------------- | --------- | --------- | --------- | ----------------- | ---- | -------- |
| 25-3-1998  | Оломоуць      | Чехія     | 2 – 1     | Ірландія  | товариський матч  | -    | 74'      |
| 22-4-1998  | Дублін        | Ірландія  | 0 – 2     | Аргентина | товариський матч  | -    | 76'      |
| 23-5-1998  | Дублін        | Ірландія  | 0 – 0     | Мексика   | товариський матч  | -    | 75'      |
| 13-11-1999 | Дублін        | Ірландія  | 1 – 1     | Туреччина | Відбір до ЧЄ 2000 | -    | 53'      |
| 17-11-1999 | Бурса (місто) | Туреччина | 0 – 0     | Ірландія  | Відбір до ЧЄ 2000 | -    |          |
| 26-4-2000  | Дублін        | Ірландія  | 0 – 1     | Греція    | товариський матч  | -    | 34'      |
| 17-4-2002  | Дублін        | Ірландія  | 2 – 1     | США       | товариський матч  | -    |          |
| 21-8-2002  | Гельсінкі     | Фінляндія | 0 – 3     | Ірландія  | товариський матч  | -    | 46'      |
| 20-11-2002 | Афіни         | Греція    | 0 – 0     | Ірландія  | товариський матч  | -    | 86'      |
| 18-11-2003 | Дублін        | Ірландія  | 3 – 0     | Канада    | товариський матч  | -    | 62'      |
| 31-3-2004  | Дублін        | Ірландія  | 2 – 1     | Чехія     | товариський матч  | -    | 65'      |
| Усього     |               | Матчів    | 11        |           | Голів             | 0    |          |